# Balonet
Balonet – komora wypełniona powietrzem, znajdująca się wewnątrz powłoki balonu lub sterowca ciśnieniowego, służąca do utrzymywania odpowiedniego kształtu balonu na uwięzi lub sterowca.

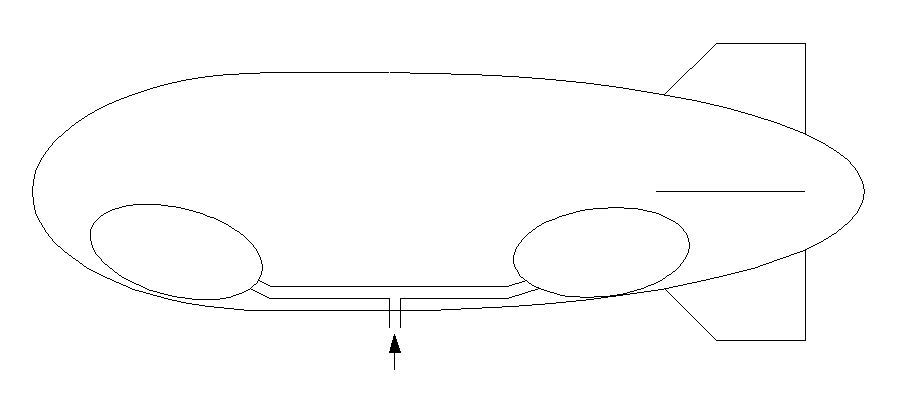
Balonety